# Spathiphyllum matudae
Spathiphyllum matudae G.S.Bunting – gatunek wieloletnich, wiecznie zielonych roślin zielnych z rodzaju skrzydłokwiat, z rodziny obrazkowatych, występujący na obszarze od południowo-wschodniego Meksyku do Hondurasu, zasiedlający równikowe lasy deszczowe.